# 何耀明
何耀明（英文：Michael Hor），香港法律學者，曾任香港大學法律學院院長，專長研究刑事司法系統。早年於馬來西亞怡保成長和接受教育，後來入讀新加坡國立大學法律學院，在牛津大學取得民法學碩士（Bachelor of Civil Law）和在芝加哥大學取得法學碩士。